# Dectes sayi
Dectes sayi är en skalbaggsart som beskrevs av Dillon 1953. Dectes sayi ingår i släktet Dectes och familjen långhorningar. Inga underarter finns listade i Catalogue of Life.